# Antti Niemi
Antti Mikko Niemi (31 de mayo de 1972; Oulu) es un exjugador de fútbol finlandés. Ocupaba el puesto de portero.

## Carrera
Empezó en el HJK Helsinki de su país y pasó cuatro años hasta fichar por el gigante danés FC Copenhague. Tras dos años, dio el salto al Rangers de Escocia, donde no tuvo continuidad, y pasó a fichar por el Hearts of Midlothian. Pasó tres años en ese club hasta llegar a la Premier League, concretamente al Southampton, y luego fichó por el Fulham, donde pasó dos años hasta retirarse. Un año después, fichó por el Portsmouth, como teórico suplente de David James.

## Clubes
| Club              | País       | Años        |
| ----------------- | ---------- | ----------- |
| HJK Helsinki      | Finlandia  | 1991 - 1995 |
| FC Copenhague     | Dinamarca  | 1995 - 1997 |
| Rangers FC        | Escocia    | 1997 - 1999 |
| Charlton Athletic | Inglaterra | 1999        |
| Hearts FC         | Escocia    | 1999 - 2002 |
| Southampton FC    | Inglaterra | 2002 - 2006 |
| Fulham FC         | Inglaterra | 2006 - 2008 |
| Portsmouth FC     | Inglaterra | 2009 - 2010 |